# John Zaremba
John Zaremba (Chicago, 22 de outubro de 1908 — Newport Beach, 15 de dezembro de 1986) foi um ator estadunidense.
Antes de iniciar a carreira de ator, trabalhou como jornalista no "The Grand Rapids Press" e no Chicago Tribune. Em 1949, mudou-se para a Califórnia para trabalhar na série de televisão Piratas do Alto-Mar. 
Entre produções cinematográficas e seriados, atuou em: A Invasão dos Discos Voadores, (1956), A Vinte Milhões de Léguas da Terra, (1957), Zorro, Maverick, Batman, Daniel Boone, O Túnel do Tempo, Missão: Impossível, Chaparral, Terra de Gigantes, Viagem ao Fundo do Mar, As Novas Aventuras do Fusca, (1974), S.W.A.T., Dallas, entre muitas outras. 
Seu último trabalho foi no episódio 10, "Who's Who at the Oil Baron's Ball?", da 10ª temporada do seriado Dallas, em 1986.